# Jarnail Singh Bhindranwale
Jarnail Singh Bhindranwale (Panjabi: ਜਰਨੈਲ ਸਿੰਘ ਭਿੰਡਰਾਂਵਾਲੇ;) (* 12. Februar 1947 in Rode, Punjab; † 6. Juni 1984 in Amritsar, Punjab) war der Jathedar bzw. Führer der Damdami Taksal. Er verbreitete die Werte der Sikhs, vor allem an die jüngeren Sikhs aus dem Punjab. Bhindranwale ist vor allem bekannt für seine Beteiligung an der Operation Blue Star, bei der er und seine Anhänger (die meisten davon junge strenggläubige Sikhs) während der Verteidigung des Goldenen Tempels in Amritsar starben. Er wurde auf Befehl der damaligen Premierministerin  Indira Gandhi von der indischen Armee getötet.

## Kindheit und Jugend
Sein Vater, Joginder Singh, war ein Bauer und ein lokaler Sikh-Führer. Jarnail Singh war der siebte Sohn der Familie aus einem Dorf im Distrikt Faridkot. Er wuchs als Vegetarier auf. 1965 wurde er von seinem Vater an der Damdami Taksal, einer religiösen Schule, in der Nähe von Moga eingeschrieben. Nach einem Jahr kehrte er wieder in die Landwirtschaft zurück. Später setzte er seine Studien unter Kartar Singh, dem neuen Leiter des Taksal, fort. Er wurde schnell der Lieblingsschüler von Kartar Singh. Kartar Singh starb an den Folgen eines Autounfalls am 16. August 1977. Er bevorzugte Bhindranwale als seinen Nachfolger und Leiter der Damdami Taksal anstelle seines Sohnes Amrik Singh. Amrik Singh wurde später sein engster Verbündeter. Bhindranwale wurde am 25. August 1977 durch eine Zeremonie im Mehta Chowk offiziell als Nachfolger anerkannt. 
Bhindranwale heiratete Pritam Kaur, Tochter von Sucha Singh aus Bilaspur. Pritam Kaur gebar zwei gemeinsame Söhne, Ishar (1971) und Inderjit Singh (1975). Sie starb an einer Herzerkrankung im Alter von 60 Jahren am 15. September 2007 in Jalandhar.

## Wirken
Im Punjab ging Bhindranwale von Dorf zu Dorf als ein religiöser Vertreter des Sikhismus. Er bat die Menschen darum, nach den Grundsätzen der Sikhlehre zu leben. Er hielt viele lange Reden und animierte zahlreiche Jugendliche zur „Amrittaufe“, die von dem zehnten Sikhguru Guru Gobind Singh 1699 eingeführt worden ist. Guru Gobind Singh gründete den Khalsa Panth und die damit verbundenen ethischen Prinzipien der Khalsas, der getauften Sikhs. Bhindranawale predigte zu den Sikhs, auf den rechten Weg zurückzukommen, Alkohol, Drogen nicht zu sich zu nehmen, die Treue in der Ehe einzuhalten, sich nicht die Haare zu schneiden, wie es die Sikhgurus für die Sikhs lehrten und vor allem den Siri Guru Granth Sahib zu lesen, die heilige Schrift der Sikhs und dem Rehat Maryada, den Code of Conduct für Sikhs zu befolgen. (Das Sikh Rehat Maryada ist ein wichtiges Manifest des Sikhglaubens. Es definiert u. a. was ein Sikh ist, woran er glaubt, es erklärt die verschiedenen Zeremonien der Sikhs, wie Geburt, Namensgebung, Eheschließung, Tod etc.)
Jarnail Singh Bhindranawale bat die Menschen, die Gebete, die von den Sikhgurus für die Sikhgemeinde verfasst worden sind, anzuwenden. Er erklärte die tiefen spirituell-religiösen Zusammenhänge und hielt Vorträge zur Heiligen Schrift sowie zur Geschichte der Sikhs. Er betonte, shabad kirtan (das Singen heiliger Hymnen in Lobpreisung zu Gott) zu praktizieren. 
Bhindranwale war bis 1984 kein Verfechter eines eigenen Sikhstaates (Khalistan). Erst als 1984 der Goldene Tempel, der Harmandir Sahib, von der indischen Armee angegriffen wurde, sprach sich Jarnail Singh Bhindranawale für Khalistan, einen unabhängigen Sikhstaat, aus. In einem BBC-Interview erklärte er, wenn die Regierung einen solchen Staat zuließe,  nähme man dieses Angebot an.
Jarnail Singh Bhindranwale bekam den Titel Sant und gilt als einer der bedeutendsten Sikh-Märtyrer des 20. Jahrhunderts.

## Rolle bei der Militanz
Am 13. April 1978 protestierten einige Amritdhari Sikhs gegen die Nirankairs. Die Konfrontation führte zu der Ermordung von neun Mitgliedern der Damdami Taksal, vier Mitgliedern des Akhand Kirtani Jatha's und drei Nirankaris. Die Ermordung der dreizehn Sikhs machte die Bevölkerung wütend. Am 24. April 1980 wurde der Führer der Nirankaris Baba Gurbachan Singh Nirankari ermordet. Die FIR verdächtigte fast 20 Personen der Ermordung, die meisten dieser Personen hatten Verbindungen zu Bhindranwale. Später wurde Bhindranwale damit in Verbindung gebracht, den Mord angeordnet zu haben. Drei Jahre später gab Ranjit Singh zu, den Mord begangen zu haben, und wurde zu 13 Jahren Haft im Tihar Jail verurteilt. Bhindranwale wurde später freigesprochen. 
Am 9. September 1981 wurde Jagat Narain, der Inhaber der Hind Samachar-Fraktion, in der Nähe des Amaltas Motel erschossen. Jagat Narain war ein prominenter Gegner von Bhindranwale. Er war während des Kampfes zwischen den Nirankaris und der Akhand Kirtani Jatha Mitgliedern präsent. Er machte eine Zeugenaussage auf dem Karnal Trail zugunsten des Angeklagten. Zwei Tage später wurde ein Haftbefehl seitens der Polizei gegen Bhindranwale erlassen. Bhindranwale kündigte öffentlich an, diese Haftstrafe am 20. September anzutreten. Am 20. September ließ sich Bhindranwale im Gurudwara Gurdarshan Parkash von der Polizei festnehmen. Während der 25 Tage, in denen Bhindranwale in Untersuchungshaft war, brachen vereinzelt Kämpfe in Gebieten aus, in denen Bhindranwale seine Komplizen hatte. Am 15. Oktober wurde Bhindranwale gegen Kaution freigelassen, da Indiens Präsident Giani Zail Singh im Parlament verkündete, dass es keine Beweise gegen Bhindranwale gibt.

## Tod
Am 3. Juni 1984 leitete Indiens Premierministerin Indira Gandhi die Operation Blue Star ein und ordnete der Armee an, den Goldenen Tempel anzugreifen. Es wurde das Gerücht verbreitet, dass Bhindranwale die Operation Blue Star nicht überlebt habe, und somit gilt er seitdem für einige Sikhs als Märtyrer. Sein Nachfolger Sant Baba Thakur Singh Ji, der damalige Führer der Sikh, machte aber klar, dass er Bhindranwale nur für eine kurze Zeit vertrete. Bhindranwale ist seiner Meinung nach an einem sicheren Ort und wird bald wiederkommen.
Nach Generalleutnant Kuldip Singh Brar, der die Operation leitete, wurde der Körper von einer Reihe von Agenturen, einschließlich der Polizei, der Behörde des Geheimdienstes und Militanten in Gewahrsam der Armee identifiziert. Es wird auch berichtet, dass Bhindranwales Bruder den Leichnam seines Bruders identifiziert habe. Bilder von dem, was Bhindranwales Leichnam zu sein schien, wurden in mindestens zwei weit verbreiteten Büchern veröffentlicht: in „Tragedy of Punjab: Operation Blue Star and After“ und „Amritsar: Mrs Gandhi’s Last Battle“. BBC-Korrespondent Mark Tully berichtete auch, den Leichnam Bhindarnwales während des Leichenbegängnisses gesehen zu haben.
Dilbir Singh, der Berater der Guru Nanak Dev Universität, ist einer von denen, die behaupten, dass er überlebt habe. Er behauptet, dass Bhindranwale an der rechten Schläfe verletzt wurde. Dilbir Singh erklärte: „Ein Regierungsarzt hätte ihn lebend untersucht. Anschließend hätte man ihn zu Tode gefoltert.“ RK Bajaj, ein Korrespondent des Surya Magazin, behauptet, ein Bild von Bhindranwale in Gewahrsam gesehen zu haben. Diese Behauptungen sind sehr umstritten, da sein Sohn, eine herausragende Person innerhalb der Sikh-Politik, das Gegenteil behauptet. Einige Sikhs behaupten auch, dass er noch am Leben sei. Bhindranwale wurde von der Shiromano Gurdwara Parbandhak Komitee 2003 auf einer Veranstaltung zum Märtyrer ausgerufen. 
Heutzutage hängt ein Bild von Bhindranwale und seinen Mitstreitern im Ajaib Ghar.